# Miejsce typowe
Miejsce typowe (w polskiej literaturze naukowej również pod łacińską nazwą locus classicus, locus typicus, l.mn. loci typici lub terra typica) – miejsce, z którego pochodzi typ nomenklatoryczny, szczególnie holotyp, danego taksonu.
Jest to miejsce, z którego pochodzą osobniki, na podstawie których opisano nowy dla nauki takson. W miejscu tym osobniki typu nomenklatorycznego zostały schwytane, ewentualnie zostały w nim zaobserwowane. Locus typicus jest miejscem w znaczeniu geograficznym, ale – w przypadku taksonów kopalnych – także stratygraficznym. Miejsce typowe może być określone dość szczegółowo. Zgodnie z zaleceniami zoologów, dla bezkręgowców miejsce typowe powinno być mezobiotopem, w którym osobniki danego taksonu przechodzą swój cykl rozwojowy (np. odcinkiem potoku). Szeroko ujęte miejsce typowe bywa określane jako „ojczyzna” (łac. patria). Gdy nie określono miejsca typowego bardziej szczegółowo, locus typicus i patria są synonimami. Taka sytuacja była typowa dla faunistyki w XIX w. Gdy miejsce typowe określono węziej, patria oznacza region geograficzny (np. Beskid Sądecki), w którym znajduje się locus typicus (np. buczyna na stoku Radziejowej).  
Miejsce typowe nie musi oznaczać rzeczywistej ojczyzny gatunku. W przypadku gatunków inwazyjnych miejsce, w którym zidentyfikowano nowy gatunek, czyli jego locus typicus, może być miejscem, na które dostał się w wyniku inwazji. Przykładowo, miejscem typowym wieloszczeta Marenzelleria neglecta opisanego w roku 2004 jest południowy Bałtyk, gdyż tam go po raz pierwszy stwierdzono, natomiast do tego akwenu dostał się z wód przybrzeżnych Ameryki Północnej.
W przypadku, gdy gatunek jest dzielony na podgatunki (jest politypowy), z reguły to populacje z locus typicus tworzą podgatunek nominatywny. Określenie miejsca typowego ułatwia weryfikację opisu taksonu, zwłaszcza w przypadku zaginięcia lub zniszczenia holotypu. W takim przypadku możliwe jest też odtworzenie kultury okazu typowego przez pobranie osobników z miejsca typowego.
W Europie Środkowej największym skupiskiem loci typici gatunków i podgatunków są Karpaty. W ich obrębie ponadto szczególnie często są to obszary chronione, gdyż są one najlepiej rozpoznane pod względem występowania gatunków.